# モートン数
モートン数（モートンすう）とは、流体力学において現れる無次元数の一つであり、以下の式で定義される。
{\displaystyle Mo={\frac {(\rho _{L}-\rho _{G})g\mu _{L}^{4}}{\rho _{L}^{2}\sigma ^{3}}}}
ただし、{\displaystyle Mo}はモートン数、ρは密度、μは粘性係数、σは表面張力係数、gは重力加速度、添え字のLは液相、Gは気相を表す。
　他の無次元数を用いて、以下の公式でも求められる。
{\displaystyle Mo={\frac {We^{3}}{Fr^{2}Re^{4}}}}
ただし、{\displaystyle We}はウェーバー数、{\displaystyle Fr}はフルード数、{\displaystyle Re}はレイノルズ数である。モートン数は気泡の形状を分類するために用いられる。